# 742 (szám)
A 742 (római számmal: DCCXLII) egy természetes szám, szfenikus szám, a 2, a 7 és az 53 szorzata.

## A szám a matematikában
A tízes számrendszerbeli 742-es a kettes számrendszerben 1011100110, a nyolcas számrendszerben 1346, a tizenhatos számrendszerben 2E6 alakban írható fel.
A 742 páros szám, összetett szám, azon belül szfenikus szám, kanonikus alakban a 21 · 71 · 531 szorzattal, normálalakban a 7,42 · 102 szorzattal írható fel. Nyolc osztója van a természetes számok halmazán, ezek növekvő sorrendben: 1, 2, 7, 14, 53, 106, 371 és 742.
Tízszögszám. Ikozaéderszám.
A 742 négyzete 550 564, köbe 408 518 488, négyzetgyöke 27,23968, köbgyöke 9,05318, reciproka 0,0013477. A 742 egység sugarú kör kerülete 4662,12350 egység, területe 1 729 647,818 területegység; a 742 egység sugarú gömb térfogata 1 711 198 241,0 térfogategység.